# میکل لودرا
 میکل لودرا (فرانسوی: Michaël Llodra‎؛ زاده ۱۸ مهٔ ۱۹۸۰) یک تنیس‌باز اهل فرانسه است.